# Shámtanu
En el texto épico Majábharata (siglo III a. C.), Shámtanu era un mítico rey de la ciudad de Jastiná Pura, en el norte de la India.
Ya aparecía mencionado en el himno 10.98 del Rig-vedá (el texto más antiguo de la literatura de la India, de mediados del II milenio a. C.).

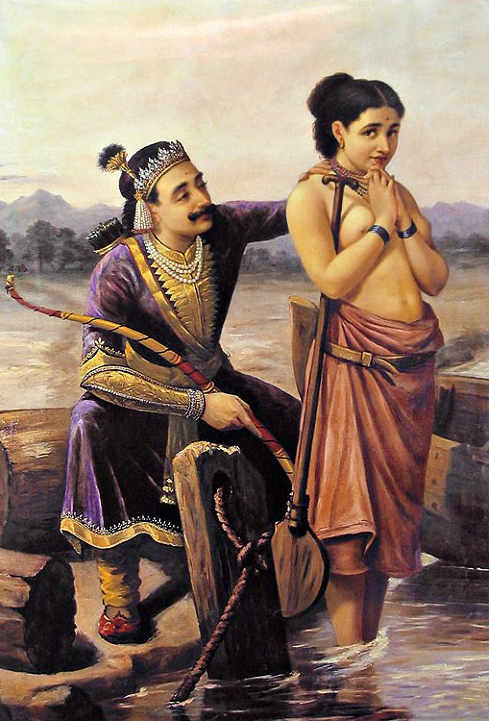
Shámtanu seduce a la niña barquera Satiávati. Óleo del pintor indio Rash Ravi Varma.

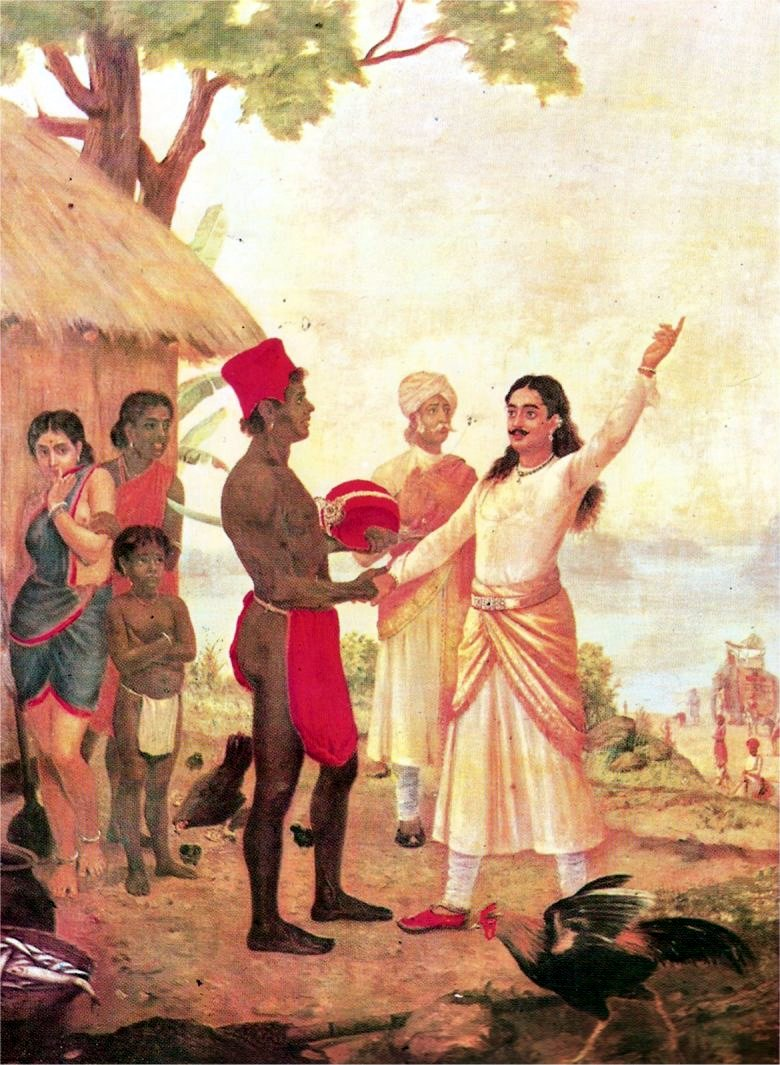
El juramento de Bhishmá, cuadro de Ravi Varma.

- śaṃtanu, en el sistema AITS (alfabeto internacional para la transliteración del sánscrito).
- शंतनु, en escritura devanagari.
- Pronunciación: /shántanu/.[1]
- Etimología: ‘saludable para la persona’, siendo śam: ‘auspiciosamente, afortunadamente, felizmente, bien’, y tanu: ‘cuerpo’.[1]

Era descendiente de la raza lunar (de la dinastía de los Bharatas) y ancestro común tanto de los Pándavas como de los Káuravas.
Era el hijo menor del anciano rey Pratipa, de la ciudad de Jastiná Pura.
Su hermano primogénito, Devapi, no pudo convertirse en rey debido a que sufría de lepra (que en la India se considera una reacción pecaminosa): renunció al trono y se convirtió en mendigo religioso.
El hijo del medio, Bajlika, dedicó su vida a conquistar los territorios arios cerca de Balj.
Por descarte, Shámtanu se convirtió en el rey de la ciudad de Jastinápura.
El Majábharata cuenta que Bhishmá nació como el hijo más joven del ilustre rey Shámtanu con la diosa Gangá (el río Ganges).
Shámtanu vio a una hermosísima mujer en las orillas del río y quedó hechizado con su belleza.
Le pidió matrimonio.
Ella accedió pero le dijo que ella era la diosa Gangá y que él nunca debería cuestionarla, no importaba qué acciones la viera cometer.
Si él rompía la promesa, ella desaparecería y nunca se volvería a saber de ella.
Shámtanu accedió, lleno de lujuria.
De esa unión fueron naciendo uno por uno siete hijos.
Apenas su madre los paría, los llevaba a la orilla del río y los ahogaba.
Shámtanu tuvo que soportar en silencio la tortura de ver a su esposa ahogar a sus siete primeros hijos.

Sin embargo, cuando Gangá estaba por ahogar a Bhishmá, Shámtanu no pudo contener su angustia y protestó.
Gangá no ahogó al bebé, pero entró en las aguas del río con él, y le prometió a Shámtanu devolverle al hijo una vez que este creciera.

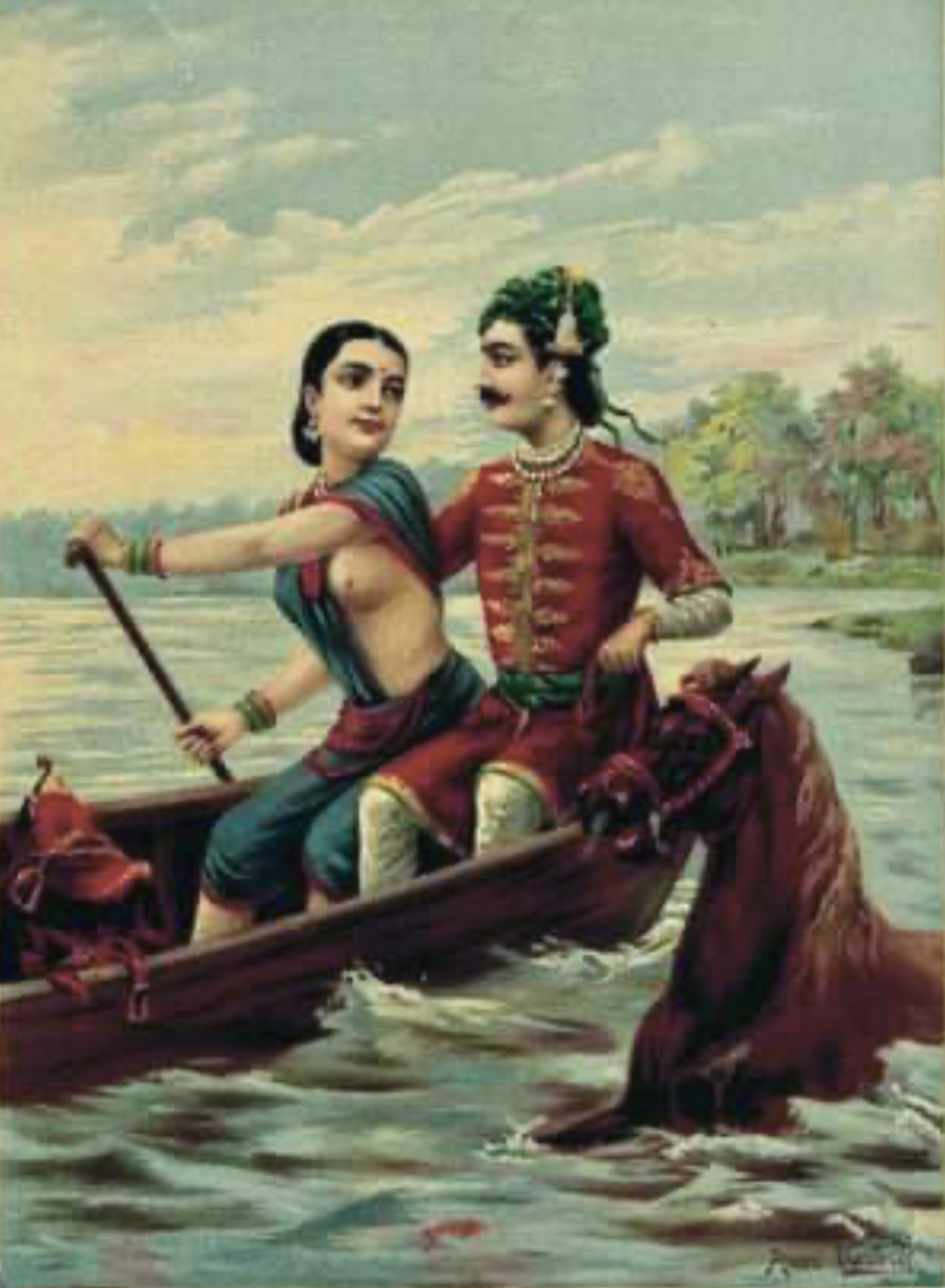
Shantanu y su esposa Satyavati

Durante este tiempo con su madre, Bhishmá aprendió el arte de la política con Bríjaspati (el gurú de los devás, los Vedás y sus partes los Vedangas del rishi Vásishta, y arquería con Parashú Rama, también conocido como Bhargava.
Los Pandavas y los Kauravas lo conocían como Bhishmá Pitamajá (pitāmahá: ‘abuelo paterno’, siendo pitā: ‘padre’ y mahá: ‘gran’).

## El terrible voto de Bhishmá

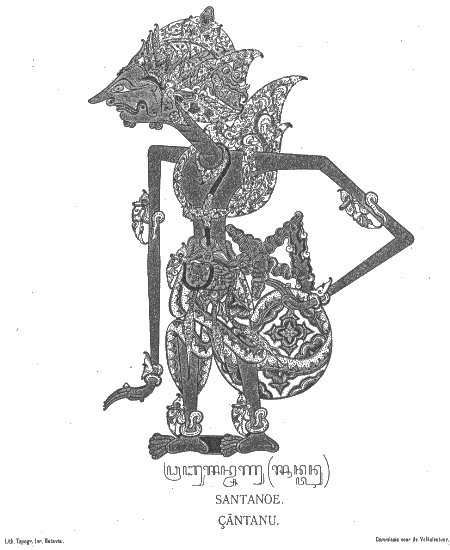
Shámtanu representado como una marioneta en el teatro javanés wayang.

Cuando Deva Vratá era un joven en edad de casarse, su padre el lujurioso Shámtanu se enamoró de una botera, Satiávati.
Dāshrash, el padre de la botera accedió a entregarla al rey, pero observó que los hijos de su hija no podrían ascender al trono ya que Deva Vratá (primogénito vivo del rey) sería el heredero del rey.
El rey se dio cuenta de que no podía tener a su amada pescadora, por lo que su semblante reflejó su depresión por no poder cumplir sus deseos.
Su hijo Devá Vratá se dio cuenta de la tristeza de su padre.
Entonces declaró que renunciaba de por vida al trono del reino.
El pescador todavía objetó que aun si Devá Vratá no reclamaba el trono, sus hijos sí podían hacerlo.
Entonces Devá Vratá hizo un bhishan pratiguiá (‘terrible voto’).
Los dioses derramaron flores sobre él, exclamando: «¡Bhishmá, bhishmá!» (‘¡terrible, terrible!’).
Su padre le dio la bendición swa-chanda mritiu (muerte por propia decisión), que no lo hacía inmortal, pero le permitía elegir el momento de morir.
Poco después de casarse su padre con Satiávati, Bhishmá hizo otro juramento público: que vería la imagen de su padre en cualquiera que se sentara en el trono de Jastiná Pur y lo serviría sin cuestionar nada.
Este voto le arruinó la vida cuando su sobrino el ciego Dritarastra usurpó el trono y puso a su propio hijo Duriodhana como heredero, en vez de a Iudistira (el primogénito de Pandú, hermano de Dritarastra), que era mayor que Duriodhana (y que todos reconocían como más adecuado para volverse el rey).
Como resultado, Bhishmá fue forzado a obedecer todas las órdenes de Dritarastra, sin importar las injusticias que se hacían contra los Pandavas.
El rey Shámtanu tuvo con Satiávati dos hijos: Chitrangada y Vichitra Viria.
Después de la muerte de Shámtanu, Satiávati siguió reinando el territorio con sus dos hijos, y con la ayuda de Bhishmá.